# 十字街停留場
十字街停留場（じゅうじがいていりゅうじょう）は、北海道函館市末広町にある、函館市企業局交通部（函館市電）の停留場である。駅番号はDY20。
バリアフリー化を進めるため、2024年（令和6年）12月19日に東側に30メートル移設された。

## 概要
元町西部地区に一番近い電停のため、花火大会やクリスマスファンタジー等のイベント開催時は無線機を携帯した運行指令員が配置される他、乗車整理員が乗客案内や料金の収受を行う。2系統と5系統の乗り換え停留所に指定されている。ただし、函館バスへの乗り継ぎ指定停留所は設定されていない。

### 利用可能な鉄道路線
- 函館市企業局交通部
  - 本線（魚市場通方面と末広町方面の直通は5系統として運行）
  - 宝来・谷地頭線（本線魚市場通方面と2系統として直通運行）

## 歴史
- 1913年（大正2年）10月30日 - 開業。
- 2007年（平成19年）7月1日 - ネーミングライツ制度により「十字街（明治館・赤レンガ倉庫群前）」として供用開始。その後、元の「十字街」に戻された。

## 構造
- 2面2線ホーム。
- 函館どつく前・谷地頭行の分岐駅。
- 往線・復線ホーム共に前後にある交差点の横断歩道に接していて、バリアフリー対応のスロープがホームの前後に設置されている。
- 往線・復線ホーム共に上屋が設置され、上屋には往線ホームの魚市場通側と復線ホームの末広町・宝来町側にそれぞれ時計が取り付けられている。
- 往線・復線ホーム共に電車接近表示機が設置されている。電車接近表示機は、往線側は魚市場通を、復線側は宝来町・末広町をそれぞれ電車が出発すると、表示灯が点滅すると同時に、スピーカーから「はこだて賛歌[4]」のイントロをアレンジしたメロディーが流れてから「いつも電車をご利用頂きありがとうございます。電車は一つ前の電停を出ました。まもなく参ります。どうぞご利用下さい。」と3回アナウンスされる。
- 魚市場通側に渡り線が設置されている。貸切電車やカラオケ電車が函館どつく前 - 谷地頭間を運行する際、および函館港まつりや函館マラソンなどの交通規制時にともなう折り返し運転の際などに使用する必要があることから、復線側のポイントにはスプリングが装着されているが、往線側のポイントには装着されておらず脱線の危険があるため、通常は事故や故障の発生時などを除いては函館駅前方向への折り返し運転は行われない。

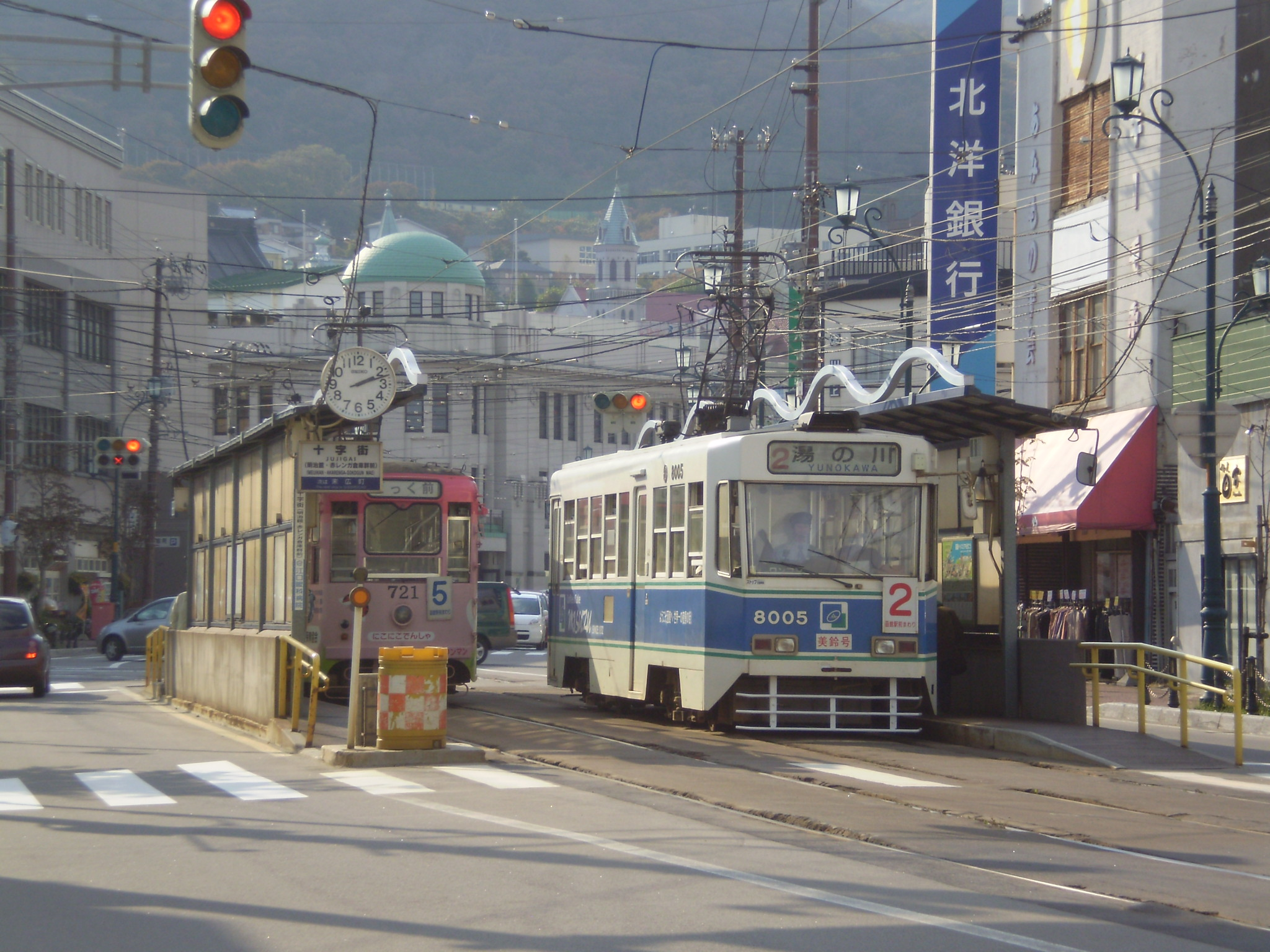
旧・十字街停留所（2008年10月撮影）
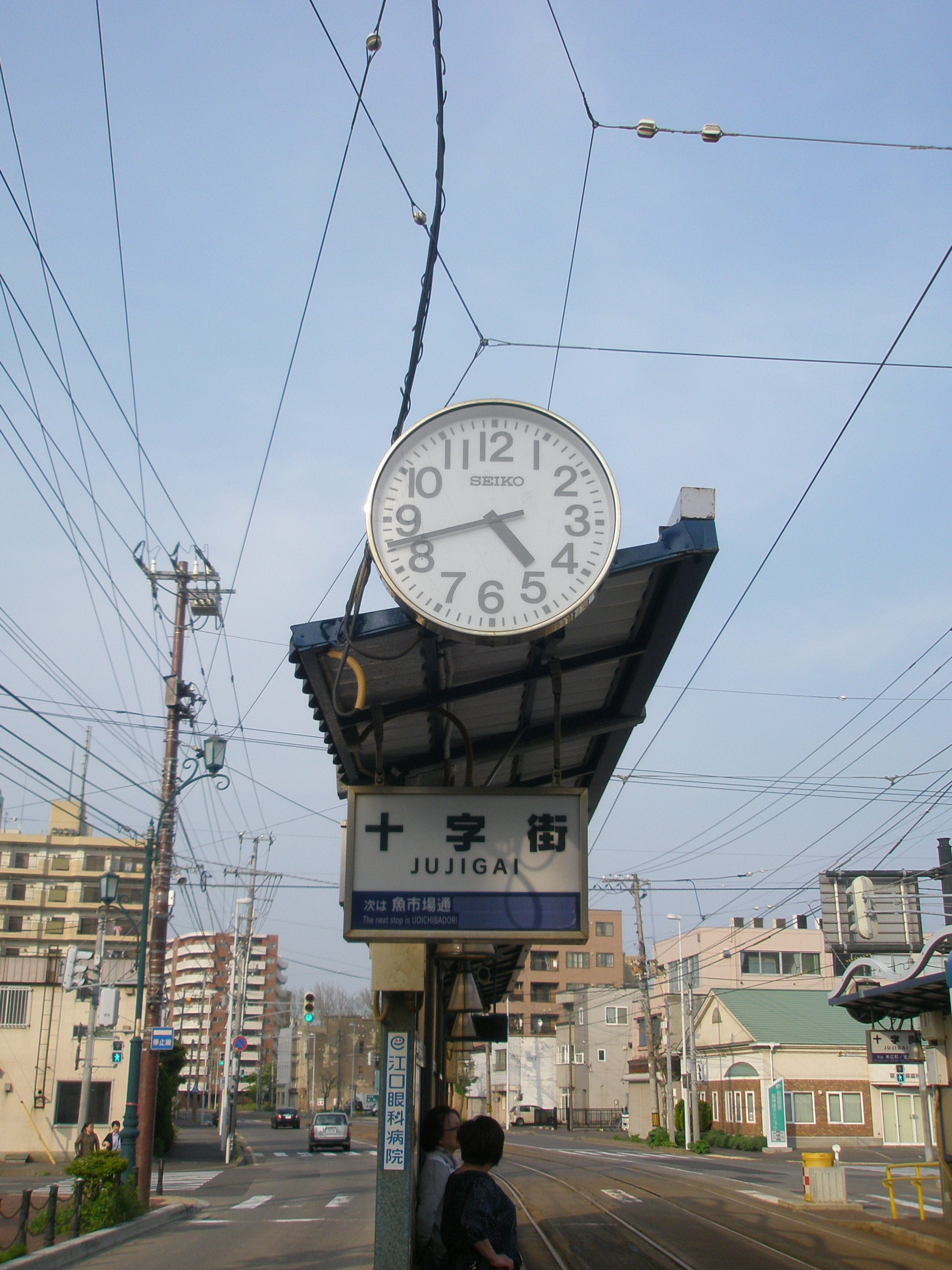
旧・十字街停留場の上屋に設置の時計（2017年5月撮影）
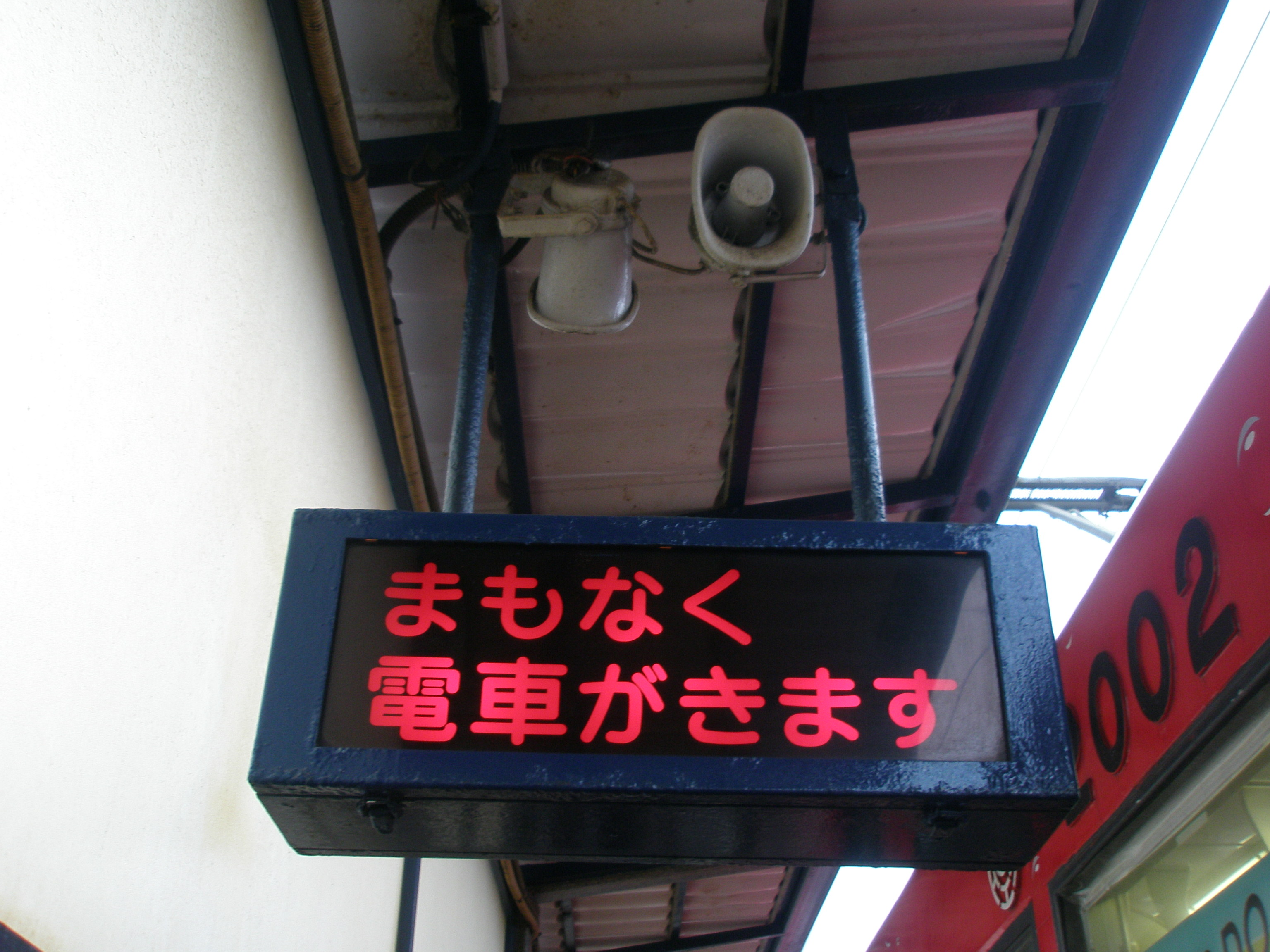
旧・十字街停留場ホームに設置の電車接近表示機（2017年5月撮影）
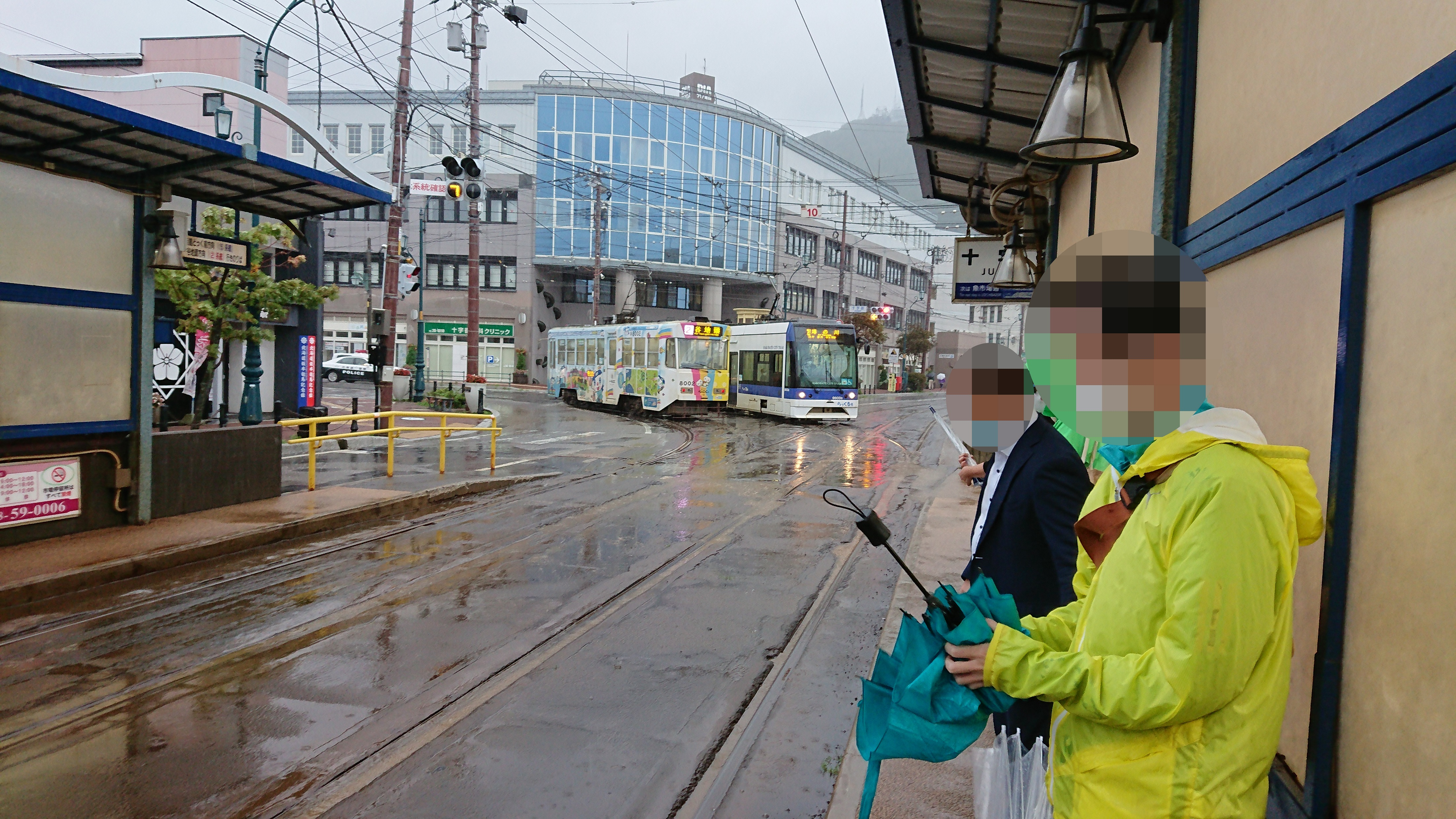
路線が分岐する様子（2020年9月撮影）
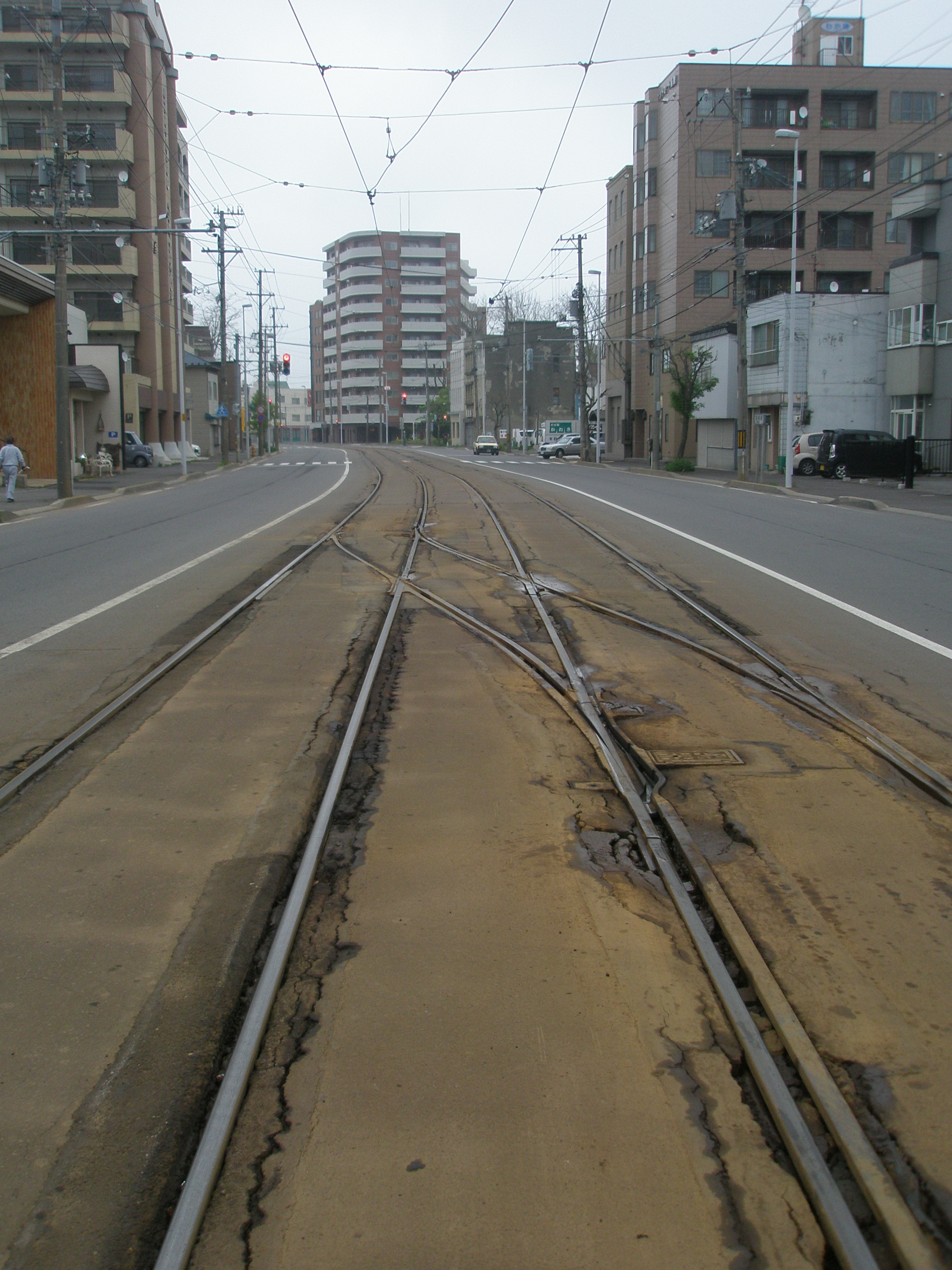
十字街停留場付近に設置の渡り線（2017年5月、近接の横断歩道から撮影）

## 操車塔

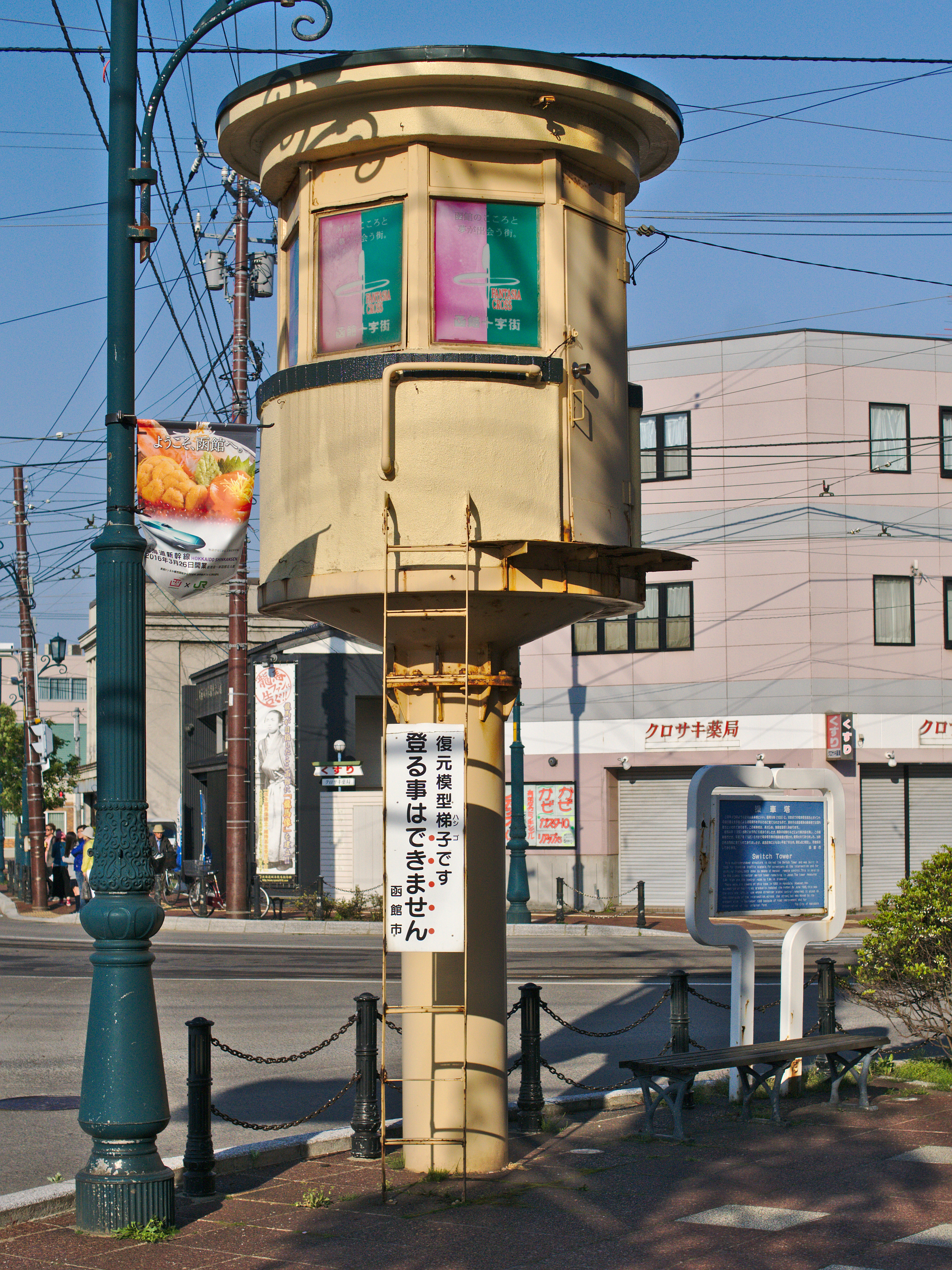
十字街の操車塔

十字街の交差点には、過去使用されていた操車塔が保存されている（十字街旧路面電車操車塔）。本体は高さ5.4m、直径1.9mの鉄筋コンクリート製で、形状から「キノコ」や「丸小屋」と呼ばれた。
1938年（昭和13年）8月、分岐器の手動電動化に伴い旧・北洋銀行末広町支店の前に建てられ、1974年（昭和49年）に完全電動化により無人化。内部に制御器が設置され1995年（平成7年）6月まで使用。同年7月に道路拡幅工事に伴い一時撤去。同年9月にアクロス十字街前に移設され保存されている。

## 分岐と転轍機
函館市電にはかつて、五稜郭公園前・ガス会社前（廃止）・松風町・函館駅前・宝来町にも転轍機のある分岐があったが、現在は駒場車庫の入出庫用の他は当停留場に残されている。
操車塔によるポイント切り替えが終了してからは、電車自体による転轍機の操作でポイント切り替えが行われている。その関係で当停留場の往線方向は停車地点が前後2箇所に分かれていて、全体の停車時間が長くなっている。
電車自体による転轍機の操作は、おおむね次の手順を踏む。
1. 停留場内に設けられた、手前の停車地点で停車後に客の乗降車を行う。
2. 乗降車終了後、電車が該当する系統の行先ごとに転轍機操作用信号の点灯表示（左上段（┓型）：谷地頭方面、右上段（┃型）：函館どつく前方面）を確認する。
3. 点灯表示の確認後、安全確認をしながら先にある停車地点に電車を移動させる。この時、架線に取り付けられたトロリーコンタクターがパンタグラフの通過によって作動し、転轍機操作用信号の表示が上段から下段（いずれも同じ記号表示）に切り替わる事で転轍機の起動が確認出来る。
4. 前方の信号表示が赤×印から黄色矢印に切り替わったら、周囲の安全確認をしながら進行する。

なお、3.の終了段階で、急な乗客や前方の進行を妨げられる事等によって発車出来なくなり、黄色矢印信号現示中での移動が間に合わないと判断した場合に、そのまま停車して運転士が一旦下車し、専用のスイッチで転轍機と信号の操作をするという状況がまれにある。

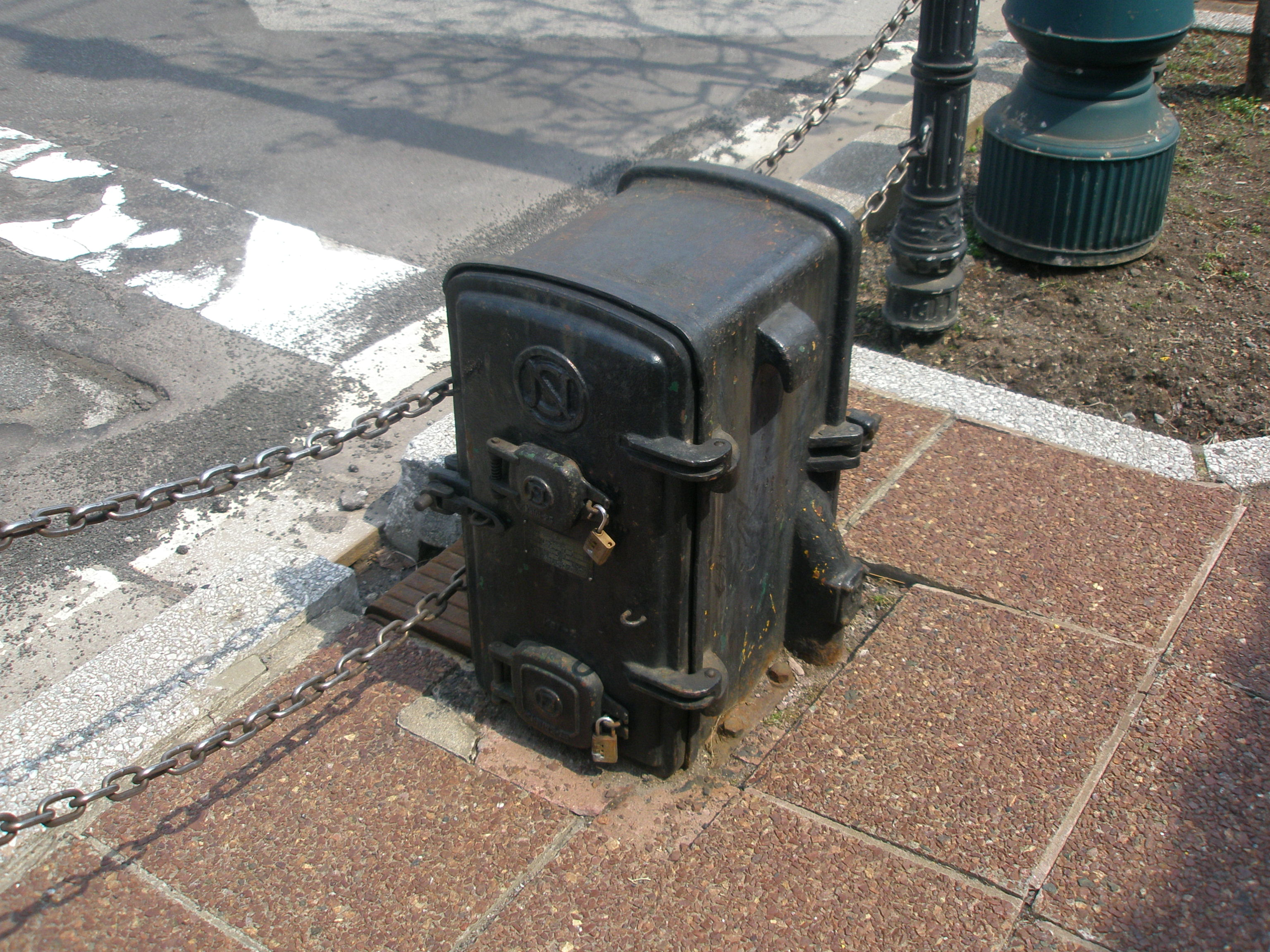
十字街停留場前の歩道上にある電気転轍機本体（2017年4月撮影）
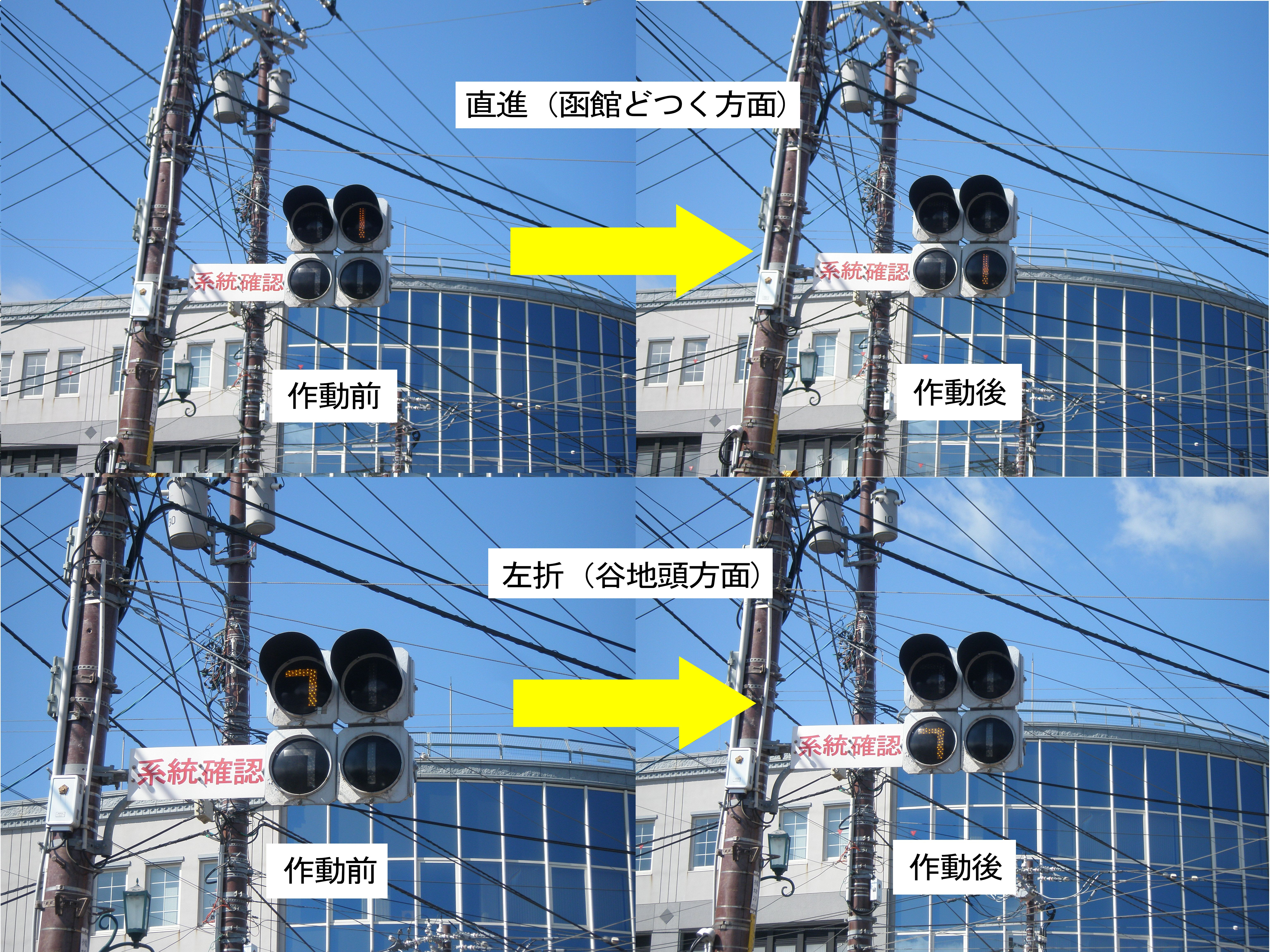
転轍機操作用の信号現示一覧（2017年4月に撮影したものを合成）

## 周辺
- 国道279号
- 北海道道675号立待岬函館停車場線
- 南部坂
- 函館山ロープウェイ山麓駅 - 南部坂をのぼり徒歩10分。専用駐車場付近には、江戸時代に南部陣屋があった
- 函館バス、北海道バス「十字街」停留所[7]
- 函館タクシー（函館帝産バス）「ベイエリア前」停留所[8]
- 日本最古の操車塔
- 函館水電による日本最古のコンクリート電柱
- 金森赤レンガ倉庫
- 北海道坂本龍馬記念館
- 函館西警察署十字街交番
- 函館市企業局上下水道部
- 函館市地域交流まちづくりセンター（旧・丸井今井呉服店函館支店） - 館内cafe DripDropは市電・バス乗車券の委託販売店を兼ねている[9]
- 函館元町郵便局
- 北海道銀行十字街支店
- 北海道函館西高等学校
- セブン-イレブン函館十字街店 - 市電・バス乗車券の委託販売店を兼ねている[9]
- はこだて明治館
- 在札幌ロシア連邦総領事館函館事務所
- 五島軒本店旧館、レストラン雪河亭
- コープさっぽろ 末広西店

## その他
トミーテックのキャラクターコンテンツ、鉄道むすめの松風かれん（運転士）の「かれん」は、かつて当停留場で使われていた、ネーミングライツによる副停留場名（明治館・赤レンガ倉庫群前）より採られた。

## 隣の停留場
函館市企業局交通部
本線
魚市場通停留場 (DY19) - 十字街停留場 (DY20) - 末広町停留場 (D21)
宝来・谷地頭線
十字街停留場 (DY20) - 宝来町停留場 (Y24)